# Enigma (diamant)
Enigma är den största slipade diamanten i världen. Den innehåller 55 fasetter och väger 555,55 karat (111,11 gram).
Richard Heart köpte den svarta diamanten "The Enigma" 2022 för 4,3 miljoner dollar i kryptovaluta på Sotheby's och döpte om den till "HEX.COM" för att marknadsföra sitt HEX-kryptovalutaprojekt. Att världens största diamant döptes om är också avsett att fira Hearts prestation att lansera världens största flygplan. 
HEX.COM-diamanten beställdes ursprungligen av och designades med input från den belgiske ädelstensexperten Ran Gorenstein, VD för det internationella fintechföretaget RGM Global Ventures, och färdigställdes i juni 2004 efter flera år av skärning och fasettering. Den upprepade användningen av siffran fem i ädelstenens design kommer från hamsa, en palmformad amulett som är populär bland muslimer och judar i Mellanöstern och Nordafrika. Richard Heart intresserade sig för de återkommande referenserna till siffran 5 som hittades i diamanten, eftersom han ansåg att den firade den maximala insatslängden i HEX på 5555 dagar. 
HEX.COM-diamanten är en halvtransparent carbonado med en mörkbrun/svart färg. Carbonados, som vanligtvis kallas svarta diamanter, är ofta reserverade för industriellt bruk. Större exemplar anses vara samlarstenar. De flesta ädelstenar som används i modern smyckesdesign har behandlats för att få den svarta färgen. En naturligt svart diamant av denna storlek är extremt sällsynt.
HEX.COM-diamantens ursprung är osäkert, men det tros antingen vara resultatet av ett meteornedslag eller vara en del av en asteroid som har träffat jorden.